# 參考標記
「※」是参考标记，由一个叉号和四个圆点构成，因为外观与汉字「米」相似，于是在日语中称为。

## 编码
| 名称     | 字符 | Unicode编码 | Html字符实体     |
| -------- | ---- | ----------- | ---------------- |
| 参考标记 | ※    | U+203B      | &#8251;或&#8251; |

## 用法
参考标记主要用于日语中，偶尔用于中文和韩文中，用于引起读者的注意或表示注释。与星号（*）不同的是，参考标记一般不会像星号那样用于连接正文与脚注，而是直接置于段落末端，后接注释文字。当有多个注释时，可在参考标记后面加上阿拉伯数字以区分，如「※1」、「※2」。